# (15869) Tullius
(15869) Tullius (1996 PL) – planetoida z pasa głównego asteroid okrążająca Słońce w ciągu 4,27 lat w średniej odległości 2,63 j.a. Odkryta 8 sierpnia 1996 roku.